# Messitert
Messitert est un hameau de Belgique, situé en Région wallonne, dans la province de Liège. Il fait partie de la commune d'Aubel. 

## Situation et description
Messitert se situe sur le versant nord et la rive droite de la Berwinne qui fait office de limite communale avec Thimister-Clermont et Herve. Au calme et hors des grands axes routiers, ce hameau paisible du Pays de Herve s'étire le long de petites routes campagnardes à travers prairies, bocages, vergers et bosquets.
Messitert occupe la partie sud de la commune. Le centre d'Aubel se trouve à quelque 2 km au nord-est.
Les petits hameaux de Maeshof (vers Aubel) et Haistreux (au bord de la Berwinne) complètent le hameau de Messitert qui compte une centaine d'habitations.
On trouve à Maeshof une petite chapelle en brique.

## Activités
Les habitants réalisent un projet de verger conservatoire en réintroduisant d'anciennes espèces d'arbres fruitiers à haute tige.
En 2008, ils ont publié un livre intitulé Les racines de Messitert en reprenant les témoignages d'anciens du hameau.